# Estación de Vallfogona de Balaguer
Vallfogona de Balaguer es un apeadero con parada facultativa de la Línea Lérida-La Puebla de Segur de los Ferrocarriles de la Generalidad de Cataluña. Está situada al noroeste de Vallfogona de Balaguer, en Cataluña (España). Dispone de servicios de Cercanías, atendidos por FGC.

## Situación ferroviaria
Se sitúa en el punto kilométrico 22,154 de la línea de ancho ibérico Lérida-Puebla de Segur, entre las estaciones de Térmens y  Balaguer, a 224 metros de altitud. El tramo es de vía única y esta sin electrificar.
También perteneció a la desaparecida línea de FC de vía métrica de Mollerusa a Balaguer, punto kilométrico 22,214.

## La estación[1]
Se sitúa al oeste del núcleo urbano, al costado de la carretera C-13. La estación original se hallaba más próxima al canal de Balaguer y tenía tres vías, la general, una derivada a la derecha y una vía en topera a la izquierda, conectada en sentido Lérida. Había un andén a la izquierda de la vía general, con el edificio de viajeros de dos plantas, dando la vía muerta servicio al almacén de mercancías cubierto. En 2001, con la renovación del tramo entre Lérida y Balaguer, se trasladó la estación a su ubicación actual, más al sur, preservando el edificio de viajeros original. La estación actual tiene una sola vía y el andén a la derecha, sentido Puebla de Segur. El andén dispone de una marquesina-refugio con bancos para aguardar la llegada del tren y de un punto de información dotado de interfono que lo conecta con el centro de atención de la línea. La parada es facultativa, que hay que solicitar pulsando el botón correspondiente del punto de información, dando aviso al maquinista.

## Historia
La estación fue inaugurada el 3 de febrero de 1924 con la apertura del tramo Lérida-Balaguer de la línea Lérida-Puebla de Segur, de 15,916 km de longitud contando desde Pla de la Vilanoveta. 
Las obras corrieron a cargo de la Compañía de los Caminos de Hierro del Norte, que buscaba enlazar la capital ilerdense con la localidad francesa de Sant Girons. Esta línea, a su vez, formaba parte de la gran línea transversal que debía prolongarse de Baeza a Sant Girons, como parte del Plan Guadalhorce, desarrollado durante la dictadura de Primo de Rivera, en 1926. Originariamente, quedó encuadrada como la estación n.º 092 en la 5.ª sección del ferrocarril de Linares-Baeza a Sant Girons, punto kilométrico 22,800.
En 1941, con la nacionalización de la red viaria, la línea pasó a ser gestionada por RENFE.  
No obstante, tras diversos retrasos y el parón producido por la Guerra Civil, el proyecto quedó inconcluso y solo se pudo completar la actual línea entre Lérida y Puebla de Segur en 1951, de tal suerte que la estación de Balaguer fue terminal de la misma entre 1924 y 1949, año en que se pudo prolongar la línea hasta Cellers-Llimiana.
Las obras fueron abandonadas en 1964 cuando se había completado el 78% de la infraestructura de la gran línea que arrancaría de Baeza. Un informe del Banco Mundial en 1962 desaconsejó la reanudación de las obras y el proyecto fue definitivamente descartado.
El cierre de la línea estaba previsto para el 1 de enero de 1985, pero no llegó a tener lugar gracias a un acuerdo con la administración autonómica de Cataluña.
El 1 de enero de 2005, la Generalidad de Cataluña obtuvo la propiedad de la línea y su explotación mediante su operadora ferroviaria FGC. Renfe Operadora aún permaneció explotando la línea de forma compartida hasta 2016, en que lo hizo solamente FGC.

## Servicios ferroviarios
Las unidades habituales son las de la Serie 331 de FGC, fabricadas por Stadler Rail en Zúrich, que fueron probadas en las instalaciones de Plá de Vilanoveta. Entraron en servicio el 17 de febrero de 2016, mediante la unidad 333.01 en su primer servicio entre Lérida y Puebla de Segur, sustituyendo a los antiguos TRD de la serie 592 de Renfe.
Desde 2018, todos los trenes de viajeros efectúan parada facultativa en la estación, por lo que hay que solicitar la misma con antelación.
| origen/destino  | anterior/siguiente | Línea              | siguiente/anterior | destino/origen |
| --------------- | ------------------ | ------------------ | ------------------ | -------------- |
| Lérida Pirineos | Térmens            |                    | Balaguer           | Balaguer       |
| Lérida Pirineos | Térmens            | La Puebla de Segur | Balaguer           |                |